# Henrik M. Jacobsen
Henrik M. Jacobsen (født 28. februar 1960) er siden juni 2001 direktør hos håndboldklubben Århus Håndbold, der spiller i den bedste danske række (Håndboldligaen). Henrik Jacobsen stammer fra Østjylland, og bor i den århusianske bydel, Risskov. Han er medlem af Udvalget for Professionel Håndbold hos Dansk Håndbold siden den 1. august 2006.
Århus Stiftstidende kunne pr. 1 juni 2011 informere, at Jacobsen stopper som direktør hos Århus Håndbold d. 1. september 2011.